# E. O. James
El reverendo profesor Edwin Oliver James (1888 - 1972) fue un antropólogo en el campo de la religión comparada.

## Biografía
Fue profesor emérito de historia y filosofía de la religión en la Universidad de Londres, miembro de la University College de Londres y miembro del King's College de Londres. Durante su larga carrera, ha sido profesor de historia y filosofía de la religión en la Universidad de Leeds, profesor en la Universidad de Ámsterdam y Wilde Lecturer en la Universidad de Oxford.
E. O. James recibió su educación en el Exeter College de Oxford y en la University College de Londres, donde estudió con el famoso egiptólogo Sir William Matthew Flinders Petrie.

## Obra
- Evolution and the Fall (1923)
- The Beginnings of Man (1928)
- The Christian Faith in the Modern World. A Study in Scientific Theology
- A History of Christianity in England
- Christian Myth And Ritual: A Historical Study (1933)
- Origins of Sacrifice: A Study in Comparative Religion (1933)
- Thieves of Mercy (1934) poems
- The Old Testament in the Light of Anthropology (1935)
- The Origins of Religion (1937)
- Comparative Religion: An Introductory and Historical Study (1938)
- Primitive Belief and Ritual
- The Social Function of Religion (1948)
- The Concept of Deity. The Wilde Lectures (1950)
- Marriage and Society (1952)
- Teach Yourself History of Religions (1956)
- Prehistoric Religion: A Study in Prehistoric Archaeology. (1957)
- Myths and Ritual in the Ancient Near East (1958)
- The Beginnings of Religion: An Introductory & Scientific Study (1958)
- The Cult of the Mother Goddess: An Archaeological and Documentary Study (1959)
- The Comparative Study of Religions of the East (Excluding Christianity and Judaism).
- The Ancient Gods: The History and Diffusion of Religion in the Ancient Near East and the Eastern Mediterranean (1960)
- Nature and Function of Priesthood: A Comparative and Anthropological Study (1961)
- Seasonal Feasts and Festivals (1961)
- Sacrifice and Sacrament (1962)
- The Worship of the Sky-God, A Comparative Study in Semitic and Indo-European Religion (1963)
- Marriage Customs Through the Ages (1965)
- Jerusalem: a History (1967)
- From Cave to Cathedral : Temples and Shrines of Prehistoric, Classical and Early Christian Times (1965)
- The Tree of Life: An Archaeological Study (1966)
- Christianity and other religions (1968)
- Creation and Cosmology: a historical and comparative inquiry (1969).